# Wassoulou-Ballé
Wassoulou-Ballé è un comune rurale del Mali, capoluogo del circondario di Yanfolila, nella regione di Sikasso.
Yanfolila, centro principale del comune, dà il nome al circondario.